# ندى بهجت
ندى بهجت (31 أغسطس 1979 -) هي ممثلة مصرية.

## حياتها ونشأتها
ولدت بالقاهرة في 31 أغسطس، درست في المعهد العالي للسينما. تزوجت من شخص يدعى رامي عريج يعمل رسام سنة 2016، ولكن سرعان ما طلق في سنة 2023.

## مسيرتها
بدأت العمل الفني سنة 2010 على خشبة المسرح من خلال مسرحية أس أم أس، وكان أول ظهور لها على شاشات السينما في فيلم الألماني مع الممثل محمد رمضان، واستمرت في تقديم الأدوار الصغيرة في المسلسلات والأفلام، وبدأ الجمهور يتعرف عليها بعد شاركت في مسلسل أبو البنات مع الممثل مصطفى شعبان.
وكانت الإنطلاقة الفنية بعد الحصول على أدوار أكبر مع مرور الوقت، في أعمال رمضانية، بدأ من رمضان 2018 قد شاركت في دور بطولة في مسلسل أيوب.
شاركت في الكثير من المهرجانات منها مهرجان السحر والجمال وغيرها.

## أعمالها[10]
كنبة حبشي
2024 - مسلسل
الأجهر
2023 - مسلسل
بحر الماس
2023 - فيلم
رهبة
2023 - فيلم
اللغز
2022 - مسلسل
هناء
بيت الشدة
2022 - مسلسل
مشوار الونش
2022 - مسلسل
راجية
زي القمر ج2
2021 - مسلسل
سعاد (حكاية إن كبر ابنك)
ضل راجل
2021 - مسلسل
شروق - زوجة أبو هدى
ورا كل باب ج 2
2021 - مسلسل
(حكاية ٩٠ يوم)
أسوار عالية
2020 - فيلم
ساره
الحوت الأزرق
2020 - فيلم
نهي
ليالينا ٨٠
2020 - مسلسل
سعاد
يا أنا يا جدو
2020 - مسلسل
سوسو (قشطة)
استدعاء ولي عمرو
2019 - فيلم
المهندسة مي - راقصة
بحر
2019 - مسلسل
جواهر
بركة
2019 - مسلسل
نوفا
خسسني شكراً
2019 - فيلم
دفع رباعي بقوة
2019 - فيلم
شقة فيصل
2019 - مسلسل
إنتصار
علامة استفهام
2019 - مسلسل
هيام - ضيفة شرف
يوم العرض
2019 - فيلم
أمر واقع
2018 - مسلسل
أيوب
2018 - مسلسل
صفية / صافي
بيت السلايف
2018 - مسلسل
رحيم
2018 - مسلسل
سهير
الدخول في الممنوع
2017 - مسلسل
نادية
الزيبق
2017 - مسلسل
هدى
الكبريت الأحمر ج2 - الكارما
2017 - مسلسل
توم وشيري
2017 - مسلسل - اذاعي
حريم السلطانة
2017 - مسرحية
داليا فؤاد
سلسال الدم ج4
2017 - مسلسل
توحة
على وضعك
2017 - فيلم
نجوان - السكرتيرة
فين قلبي؟
2017 - فيلم
جينا
نصيبي وقسمتك 2
2017 - مسلسل
ماجدة
يجعلو عامر
2017 - فيلم
زوجة الليثى
٣٠ يوم في العز
2016 - فيلم
ام سلوكة
أبو البنات
2016 - مسلسل
الكبريت الأحمر ج1
2016 - مسلسل
الكيف
2016 - مسلسل
شاطئ المرح
2016 - مسرحية
شكة دبوس
2016 - فيلم
الباقية في حماتك
2015 - مسرحية
عيون القلب
2015 - مسلسل
كدب في كدب
2015 - مسرحية
الملحد
2014 - فيلم
الألماني
2012 - فيلم
البنسيون
2012 - مسلسل - سيت كوم
الخفافيش
2012 - مسلسل
باب الخلق
2012 - مسلسل
SMS
2010 - مسرحية